# Jīn Ţarāqayah
Jīn Ţarāqayah (persiska: جين طَراقَيِه, جين طَرا قَيِه, جِن طَراقَيِه, چَند چِراغِه, جين طراقيه, Jīn Ţarāqayeh) är en ort i Iran.   Den ligger i provinsen Hamadan, i den nordvästra delen av landet, 270 km väster om huvudstaden Teheran. Jīn Ţarāqayah ligger 1 797 meter över havet och antalet invånare är 312.
Terrängen runt Jīn Ţarāqayah är en högslätt.Runt Jīn Ţarāqayah är det ganska tätbefolkat, med 75 invånare per kvadratkilometer. Närmaste större samhälle är Khabar Arkhī, 14,2 km väster om Jīn Ţarāqayah. Trakten runt Jīn Ţarāqayah består i huvudsak av gräsmarker.